# Leptobrachium nigrops
Leptobrachium nigrops é uma espécie de anfíbio da família Megophryidae.
Pode ser encontrada nos seguintes países: Indonésia, Malásia e Singapura.
Os seus habitats naturais são: florestas subtropicais ou tropicais húmidas de baixa altitude, pântanos subtropicais ou tropicais e rios.
Está ameaçada por perda de habitat.